# Réserve naturelle régionale des marais et landes du Rothmoos
La  réserve naturelle régionale des marais et landes du Rothmoos  (RNR244) est une réserve naturelle régionale (RNR) d’Alsace en région Grand Est. Classée en 2012, elle couvre une superficie totale de 146 hectares et permet de préserver des milieux humides particuliers et typiques de la forêt du Nonnenbruch .

## Localisation

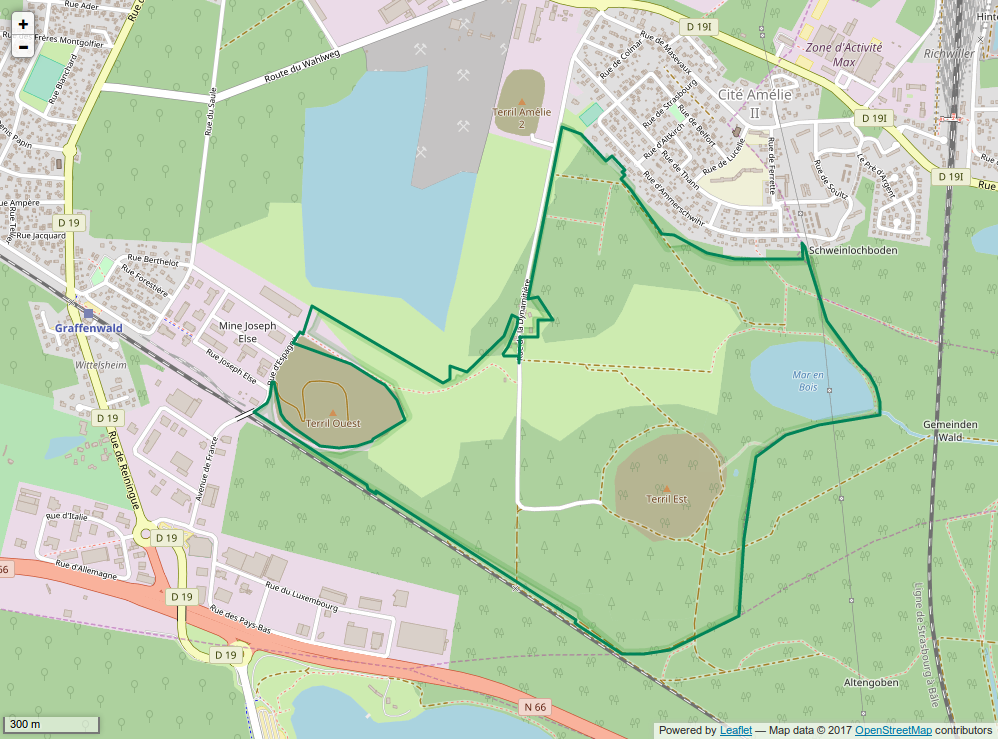
Périmètre de la réserve naturelle.

Le territoire de la réserve naturelle est en Alsace, dans le département du Haut-Rhin, sur la commune de Wittelsheim.

## Histoire du site et de la réserve
À l'origine, la zone était un marécage dont la création est liée à des affaissements causés par l'exploitation des mines de potasse qui ont déstabilisé le sous-sol (Carreau minier Joseph-Else à proximité immédiate de la réserve). À l'origine, les variations du niveau d'eau entraînait la prolifération de moustiques exophiles qui incommodaient les riverains. En 1984, les Mines de potasse d'Alsace et le Conservatoire des Sites Alsaciens stabilisent le niveau de l'eau pour empêcher l'éclosion des moustiques. La création de ces plans d'eau au niveau stable va entraîner la prolifération d'autres espèces, en particulier des libellules.
La réserve naturelle volontaire a été créée par arrêté préfectoral le 4 août 1988. Il s'agissait de protéger un triangle de 21 ha bordé au sud et à l'ouest par les voies de chemin de fer dans le massif forestier du Nonnenbruch, par le biais d'une réserve naturelle volontaire. Le gestionnaire du site a peu à peu étendu la zone de protection jusqu'à la cité Amélie au nord et au terril de Rothmoos à l'est grâce à des acquisitions foncières.

## Écologie (biodiversité,  intérêt écopaysager…)
Le principal intérêt de la réserve est la mosaïque de milieux humides qu'elle abrite et la nature saumâtre de ses eaux : roselières, et mégaphorbiaies, mais aussi des terrains plus secs (chênaies, landes). Elle fait partie du massif forestier du Nonnenbruch. Un ancien terril est également inclus dans le périmètre. 
À la suite de l'exploitation de la potasse, certains milieux saturés en sel accueillent des espèces halophiles.

### Flore
La flore compte 329 espèces. Parmi les plus remarquables, on peut noter la Violette de Schultz (Viola canina
ssp. schultzii), le Laiteron des marais et l'Euphorbe des marais.

### Faune
On recense 173 espèces animales sur le site. Les plans d'eau constituent des lieux attractifs pour les oiseaux migrateurs et pour les hivernants. L'avifaune compte ainsi 140 espèces. Les mammifères comptent 17 espèces, les reptiles, 6 espèces, les amphibiens, 7 espèces (dont la Rainette arboricole) et les poissons, 3 espèces.
Parmi les insectes remarquables, on note la présence du Cuivré mauvin, de la Mante religieuse et du Sympétrum jaune d’or.

### État, pressions ou menaces, réponses
La création de la réserve est une des réponses apportées pour préserver la biodiversité de la forêt du Nonnenbruch, massif forestier menacé par l'urbanisation.

## Administration, Plan de gestion, règlement..
La réserve naturelle est gérée par le Conservatoire des Sites Alsaciens. Le premier plan de gestion couvre la période 1999-2004.  	

### Outils et statut juridique
L'arrêté de création de la RNV date du 04 août 1988. La réserve naturelle régionale a été créée par une délibération du 16 mars 2012.

## Intérêt touristique
Le Centre d’initiation à la nature et à l’environnement de Lutterbach organise régulièrement des visites du site en partenariat avec le gestionnaire.